# さいきあさ
さいき あさ（1月16日 - ）は、日本の女性タレント。元の所属事務所はフィットワン。2008年11月30日付けでフィットワンから離脱した。旧芸名は彩生 安紗。占いタレントとして活動しており、著書に『彩生安紗の姓名判断』、『占いアイドルさいきあさの音楽占い』などがある。